# Viona Ielegems

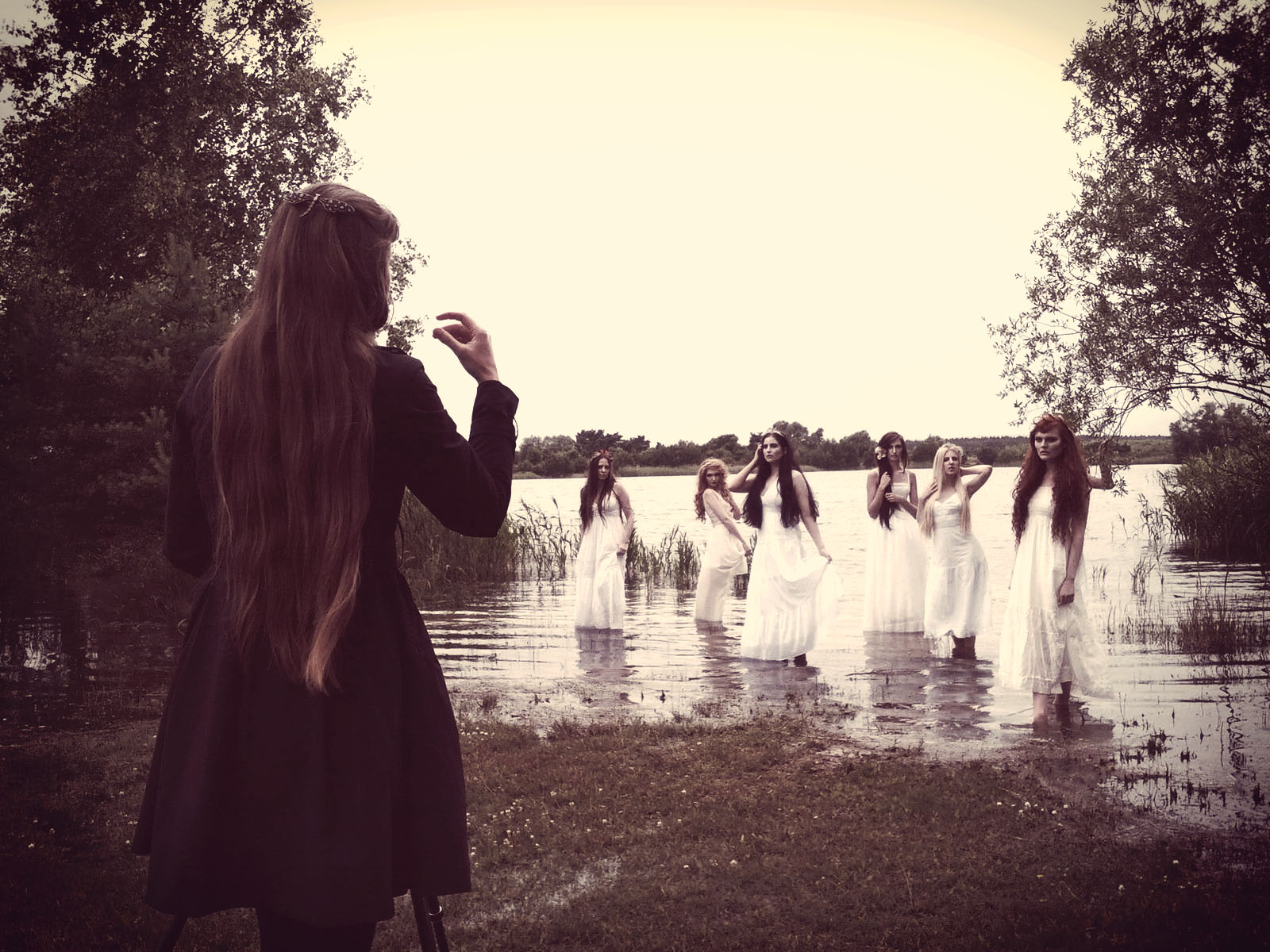
Viona ielegems at work during a photo session in Germany

Viona Ielegems (Wilrijk, 5 februari 1982) is een Belgisch kunstfotografe.
Het werk van Ielegems is sterk romantisch van inslag en grijpt vaak terug naar het victoriaans tijdperk. Ook sprookjes en mythes zijn weerkerende motieven.
Haar vroege fotografische werk is een duistere en melancholische reactie op de snelle en commercieel gedreven samenleving van de 21e eeuw waar ze niet het gevoel had dat ze er thuishoort. Haar werk is geïnspireerd op de gothic novels, gedichten en schilders van de 19e-eeuwse romantische beweging.

Ielegems werk heeft een klassieke esthetiek en toont haar muzen in onwereldse, historische of etnisch geïnspireerde japonnen en hoofdtooien.

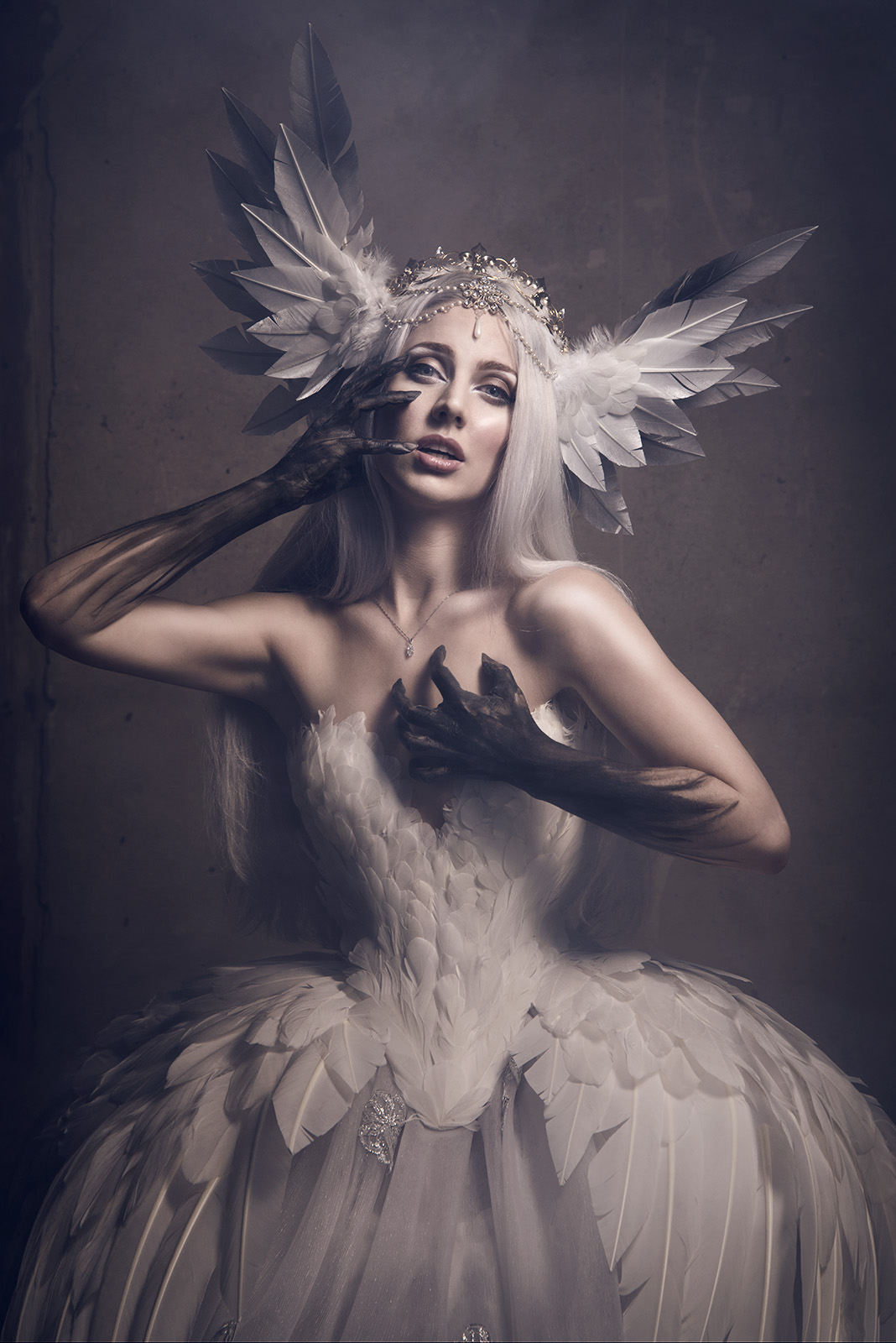
"Swan Princess" by Viona ielegems
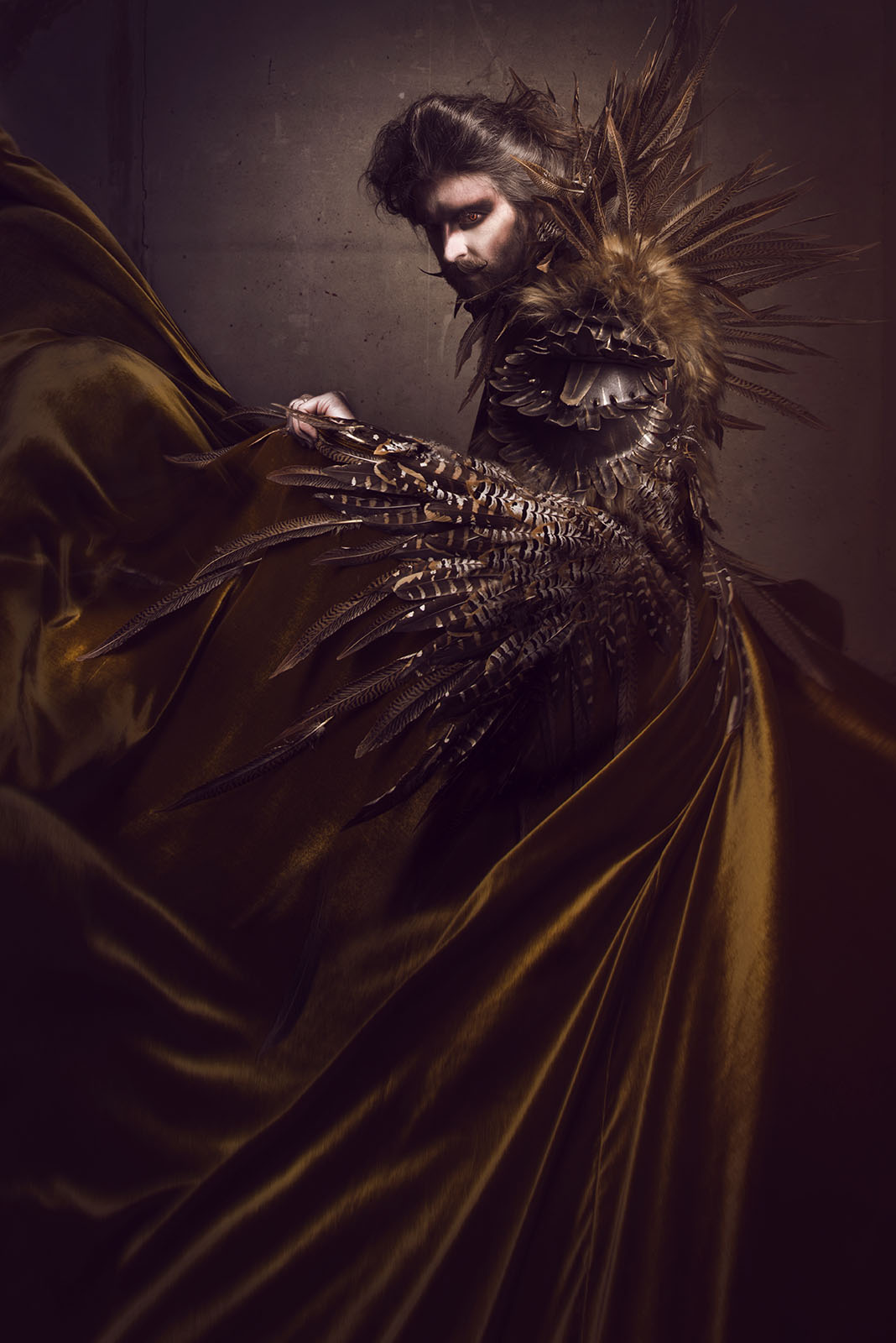
"Von Rothbarth" by Viona ielegems
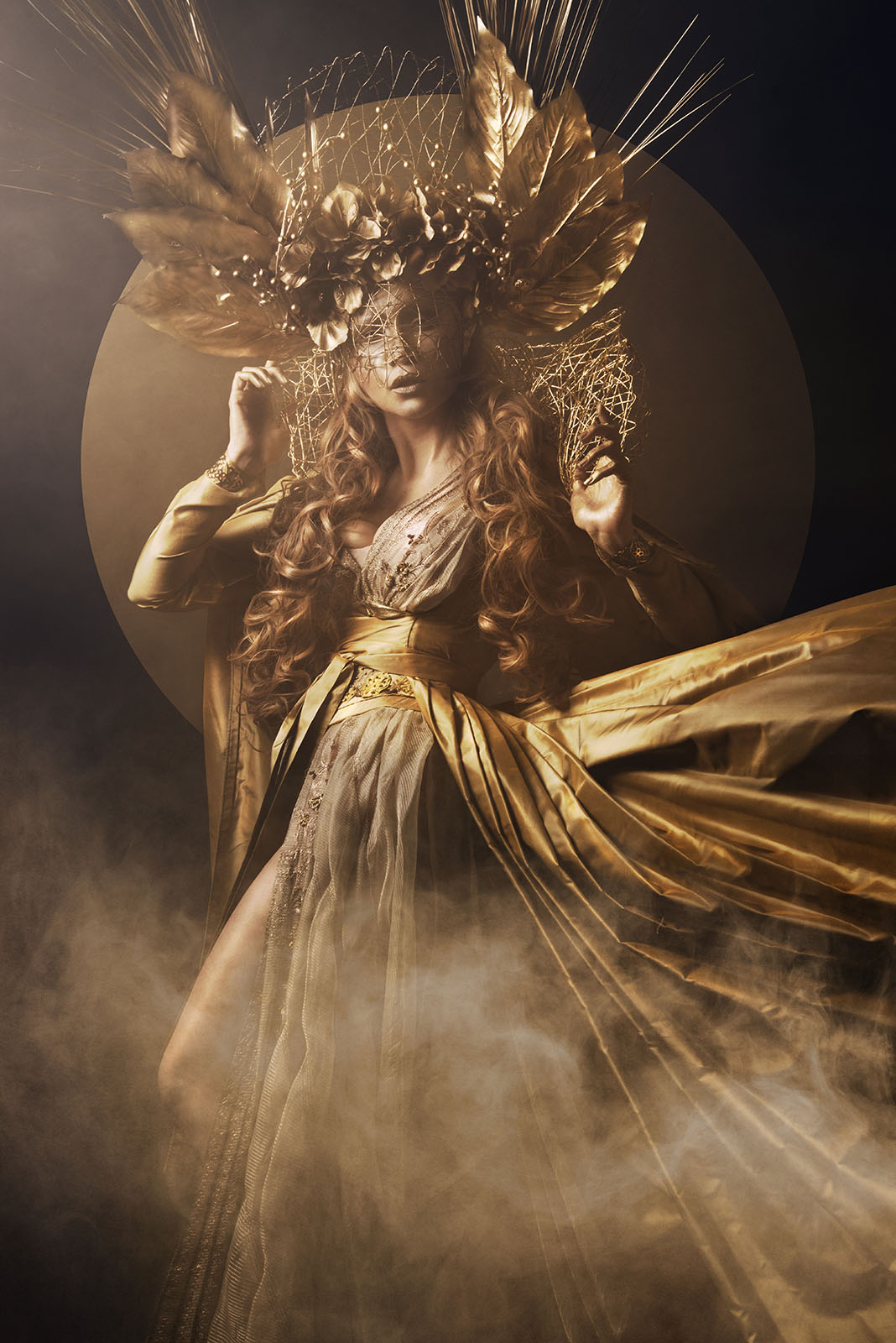
"Golden Ascension" by Viona ielegems

In een minimalistische donkere studio, in de vrije natuur of een historisch gebouw, transformeert ze haar vrouwelijke modellen tot mysterieuze wezens uit een lang vergeten legende of een oud sprookje. Haar personages verleiden de kijker om samen met hen te ontsnappen naar een andere wereld. Naast haar fotografisch werk, breidde ze deze wereld uit tot zorgvuldig gecreëerde conceptuele evenementen waar haar gasten zich bij haar voegden om voor één nacht te ontsnappen aan de realiteit zoals wij die kennen.
In 2015 ging ze door een innerlijke zoektocht en wilde ze haar artistieke identiteit herontdekken. Ze creëerde een reeks minimalistische, monochrome full body zelfportretten die resulteerden in de solo show “Kult” In deze serie kunstwerken draagt ze alleen een ritueel masker of hoofddeksel en brengt op die manier zowel haar krachtige als fragiele kant tot uiting.
In 2019 kwam ze uit met de solo tentoonstelling "Wunderkammer", een collectie van meer dan 50 fotografische stillevens van exotische en inheemse soorten taxidermische objecten die verborgen bleken in de enorme archieven van een Duits natuurhistorisch museum. Ze richtte haar studio daar op en werkte 2 jaar in de eenzaamheid van die archieven om de serie te realiseren.
Ielegems is overtuigd van de sacrale, creatieve kracht van vrouwen. Met haar kunstwerken wil ze geen sociale of politieke kritiek overbrengen. Ze gelooft in de helende en betoverende kracht van schoonheid. Hoewel de inhoud van haar kunst vaak duister, een tikkeltje morbide en melancholisch is, is de uitstraling van haar werk steeds elegant en verfijnd.

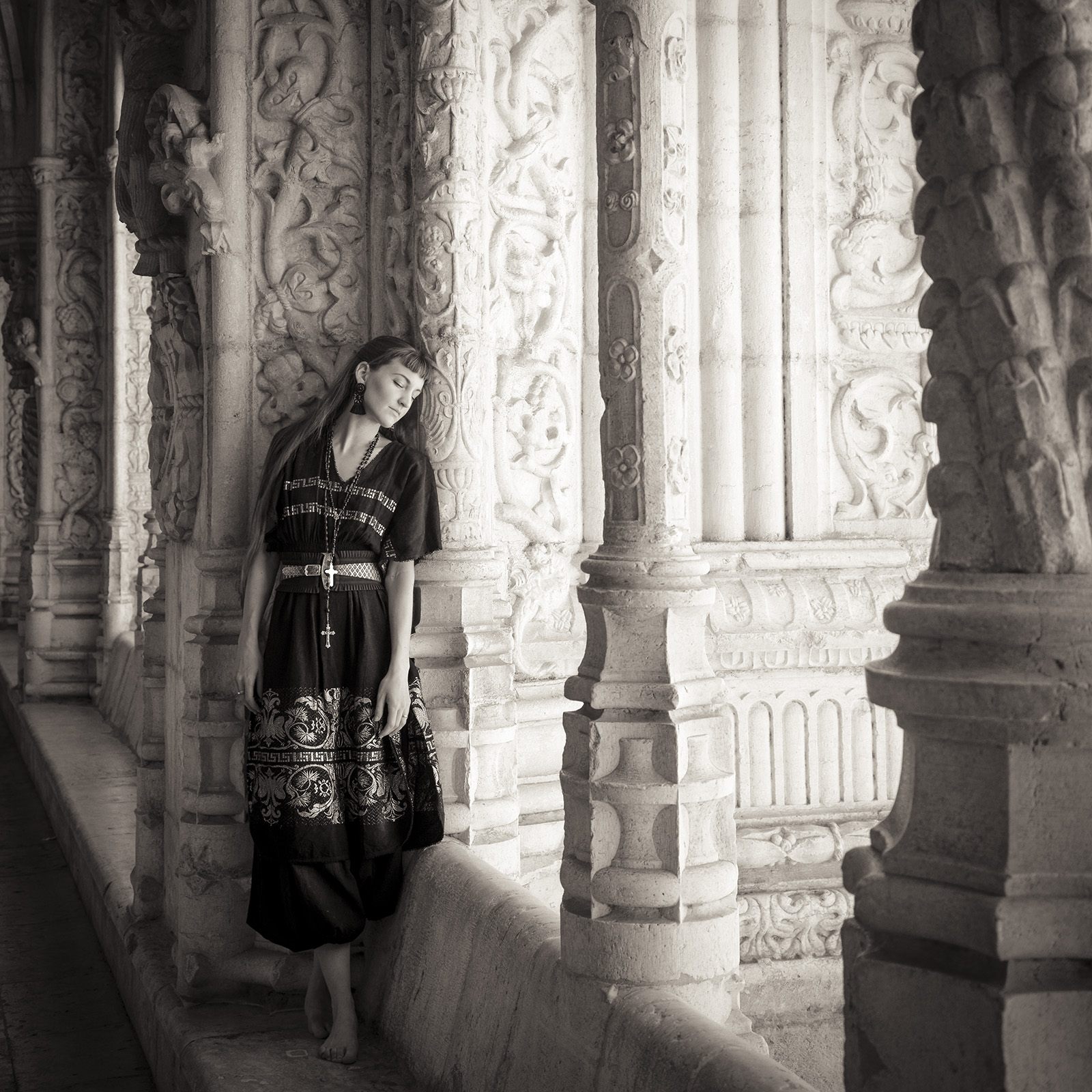
Visual artist Viona ielegems